# دومین هتل فوق‌العاده شگفت‌انگیز ماریگولد
دومین هتل فوق‌العاده شگفت‌انگیز ماریگولد ([The Second Best Exotic Marigold Hotel] Error: {{Lang-xx}}: متن دارای نشانه‌گذاری ایتالیک است (راهنما)) یک فیلم کمدی درام به کارگردانی جان مدن است که در سال ۲۰۱۵ منتشر شد. این فیلم ادامه‌ای بر فیلم بهترین هتل عجیب مریگولد است که در سال ۲۰۱۱ منتشر شده‌است.